# Lijn 1 (Rodalies Barcelona)
Rodalies Barcelona lijn 1 (R1) is een stoptrein van spoormaatschappij Renfe Operadora, en maakt deel uit van de Rodalies Barcelona in de metropool Barcelona, Catalonië, Spanje. Deze lijn staat bekend als de kustlijn en Maresmelijn. (Catalaans: línia de la costa en línia del Maresme) naar de comarca die het traject doorkruist, de Maresme.
De R1 bedient de stations van Molins de Rei in het zuiden tot Maçanet-Massanes in het noorden.
Sinds 24 maart 2014 rijdt een deel van de treinen verder naar het noorden, waarbij het traject werd verlengd tot Portbou, vlak bij de Franse grens. Deze diensten worden aangeduid als RG1 en worden eveneens beschouwd als onderdeel van de Girona forensentreindienst. De lijn telde over heel 2016 28 miljoen passagiers.
In Barcelona loopt het traject sinds 28 mei 1989 door de Meridianatunnel, een in 1977 aangelegde spoortunnel onder de Avinguda Meridiana.  Lijn 1 deelt op dat segment het traject met lijn 3, lijn 4 en lijn 7.

## Geschiedenis
De lijn Barcelona-Mataró was de eerste spoorweg van Spanje, gebouwd in 1848. De bouw hiervan wordt vaak gekenmerkt als de start van de industrialisatie in dit land. De spoorlijn maakte het de vermogende industriëlen uit Barcelona mogelijk comfortabel en vlot de meer noordelijke badplaatsen langs de Middellandse Zee te bereiken. Het bedienen van die badplaatsen is nog steeds de belangrijkste bestaansreden van de lijn, hoewel intussen een breder publiek uit de hele streek van de lijn gebruik maakt.
De lijn loopt langs de zee vanaf het moment dat men Sant Adrià de Besòs verlaat tot voorbij Malgrat de Mar. De stations op dit deel van het traject zijn praktischer voor passagiers die naar de stranden van de Maresme willen, maar niet zozeer voor de inwoners van de kustplaatsen, waarvan de centra vrij ver van de stations liggen. De lijn loopt bijna parallel aan de N-II, zodat men, om de stations vanuit het centrum van de steden aan de kust van Maresme te bereiken, deze weg moet oversteken. Alle kustplaatsen in de Maresme worden wel door de lijn bediend.
De verstedelijking die opkwam aan de kusten bediend door het traject Barcelona-Mataró, en de bijhorende bevolkingsgroei, maakten dat bijkomende stations werden toegevoegd in de loop van de geschiedenis van de lijn. In de loop der jaren ontstonden zelfs volledig nieuwe badplaatsen zoals Canet de Mar, Pineda de Mar, Malgrat de Mar en, noordelijker, Blanes- Lloret de Mar. 
Het huidige tracé van de R1 is op 28 mei 1989 in gebruik genomen, na de ontmanteling van de voormalige route van de spoorlijn Barcelona-Mataró-Maçanet-Massanes door de wijk Poblenou in Barcelona. Eerder gebruikten alle forensentreindiensten op het traject Barcelona-Mataró de route door Poblenou en eindigden bij het voormalige station Estació de les Rodalies, de oude terminus, die naast het nog steeds bestaand station Estació de França lag. Alle diensten vanuit Mataró werden na die datum geherrouteerd naar een traject dat langs het toekomstige Sagrera-stationscomplex passeert en door de Meridianatunnel Barcelona bereikt, waarbij als terminua voor de R1 diensten Molins de Rei gebruikt wordt, voor de RG1 diensten het gelijknamige treinstation van de Aeroport Josep Tarradellas Barcelona-el Prat.
De grote bevolkingsgroei en dichtere bewoning bracht ook vervuiling en meer gekanaliseerde rivieren. Hogere vorming van sediment in zee, zorgde mee voor een stijging van het zeepeil van de Middellandse Zee, geschat op 3,3 millimeter per jaar de voorbije 30 jaar en toenemende erosie van de kustlijn. Zeker sinds de 21e eeuw brengt deze erosie de toekomst van de lijn in gevaar. Steeds frekwenter dienen herstellingen aan de lijn en versteviging van de bedding van het traject uitgevoerd worden. Zeker op de gedeeltes die vlak aan de kustlijn liggen, is de terreinwinst van zee op land, waar zelfs de funderingen onder het spoor worden aangevreten, een probleem.
Na elke grote storm is er onderhoudswerk en herstellingen, onder meer nog in maart 2022. In januari 2020 veroorzaakte de storm Gloria 12 miljoen euro schade en een langer durende onderbreking van het treinverkeer langs de kust van Maresme. Door de klimaatverandering volgen stormen mekaar ook sneller op en worden ze heviger.
Sommge lokale overheden suggereren als structurele oplossing het herleggen van de spoorlijn, naar of achter het tracé van de N-II, of zelfs een tracé grenzend aan de C-32 autosnelweg. De geschatte kostprijs van 30 miljard euro voor het betrokken traject is hier evenwel tot heden een te grote drempel.

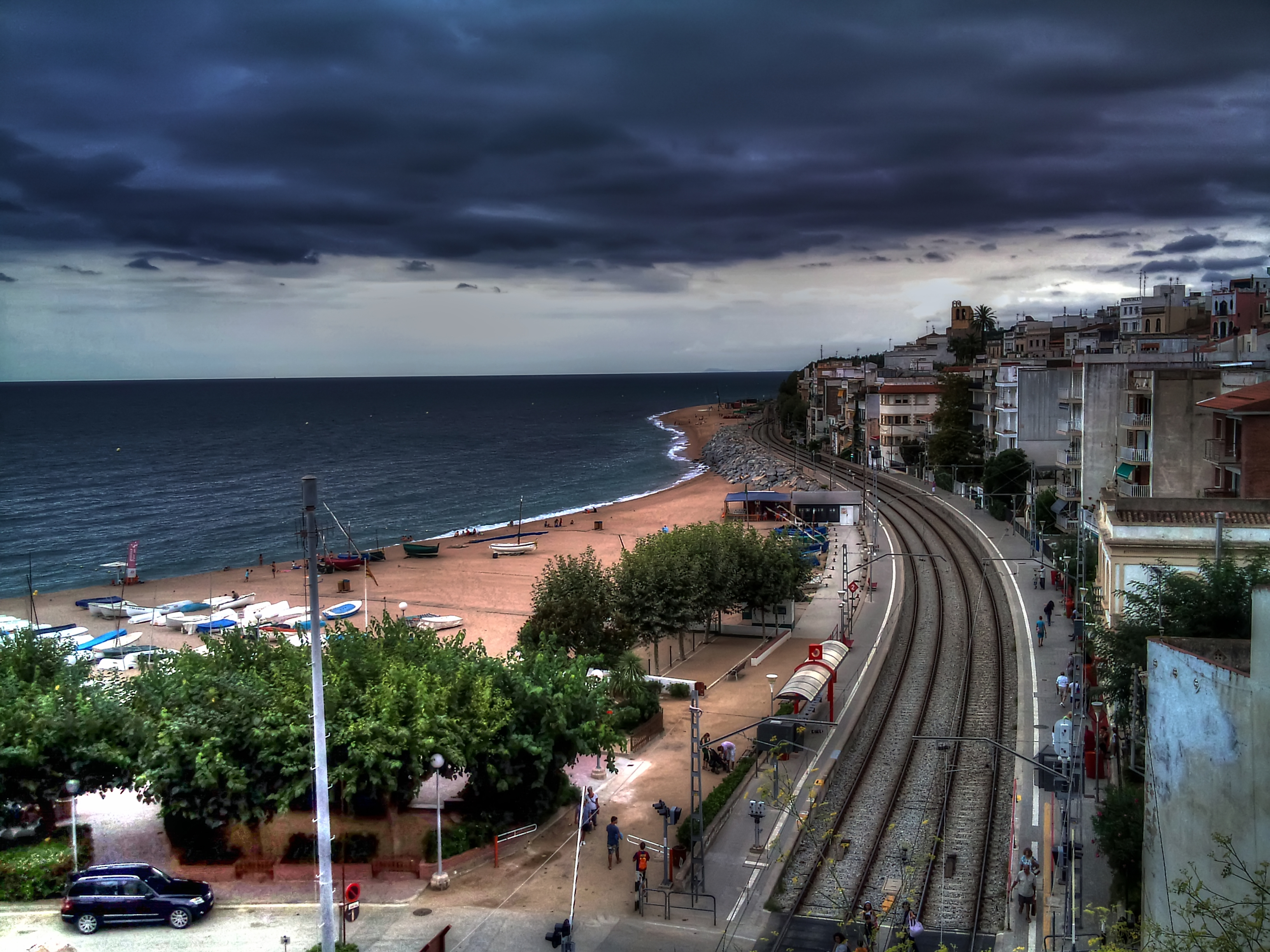
Het strand en de spoorweg in Sant Pol de Mar
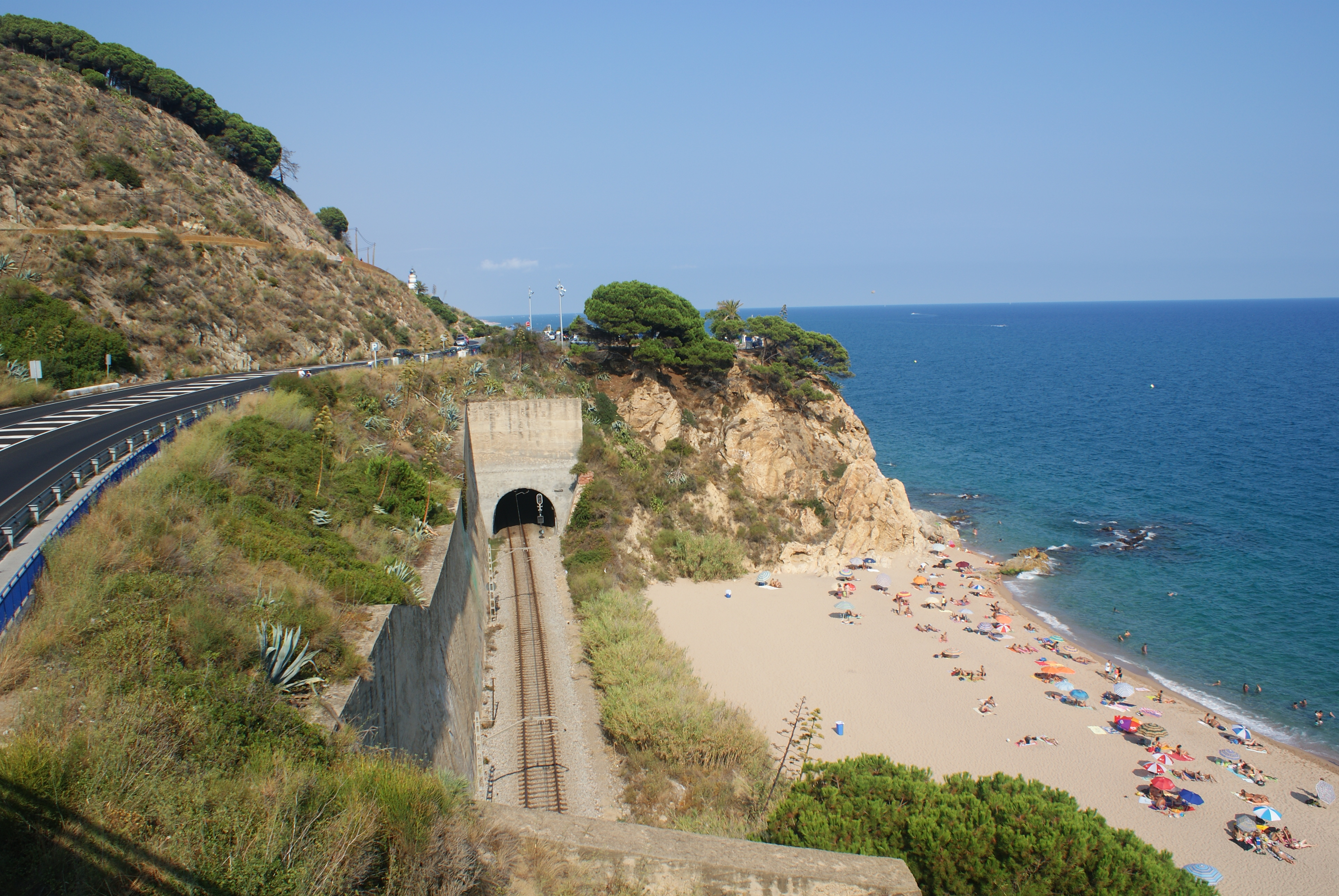
Het strand met achterliggende spoorlijn bij Calella

## Infrastructuur
Net als alle andere Rodalies de Catalunya lijnen, is de R1-RG1 lijn uitgevoerd op sporen met Iberisch breedspoor, beheerd door adif, een agentschap van de Spaanse overheid. Alle lijnen gebruikt door Rodalies de Catalunya-diensten zijn ook geëlektrificeerd met bovenleidingen met 3.000 volt (V) gelijkstroom (DC). R1-RG1 heeft een lijnlengte van 181,2 kilometer, volledig dubbelsporig met uitzondering van het enkelsporige gedeelte over de 37 km van het traject tussen de stations Arenys de Mar en Maçanet-Massanes, de noordelijke terminus voor een deel van de R1 stellen. het station van Mataró doet dienst als eindstation voor een ander deel van de treinen, aangezien het enkelspoor vanaf Arenys de Mar een hogere frequentie op dit deeltraject niet toestaat.
Op het traject direct langs de kust kunnen Badalona, Montgat, El Masnou, Vilasar de Mar en Mataró als zelfstandige stations worden beschouwd, de rest van de stops zijn eerder halteplaatsen, hoewel alle treinen er stoppen.